# Jaroslav Brabec (hockeista su ghiaccio)
Jaroslav Brabec (1º febbraio 1971) è un ex hockeista su ghiaccio ceco, di ruolo attaccante.

## Palmarès

### Club
- Campionato cecoslovacco: 1

Dukla Trencin: 1991-1992

### Nazionale
- Campionato europeo di hockey su ghiaccio Under-18:

: 1989
- Campionato mondiale di hockey su ghiaccio Under-20:

: 1991